# Ranga grupy abelowej
Ranga grupy abelowej – uogólnienie pojęcia rangi grupy abelowej wolnej na dowolne grupy abelowe; można ją postrzegać jako najmniejszą liczbę elementów generujących daną grupę abelową. Ranga grupy abelowej wyznacza rozmiar największej grupy abelowej wolnej zawartej w tej grupie. Jeżeli grupa jest beztorsyjna, to rangę można traktować analogicznie do wymiaru przestrzeni liniowej: jest to w istocie wymiar najmniejszej przestrzeni liniowej nad ciałem liczb wymiernych, w której można zanurzyć daną grupę abelową.
Grupy abelowe są modułami nad pierścieniem liczb całkowitych, więc niżej przedstawiona definicja przenosi się wprost na moduły nad dowolnymi pierścieniami; z kolei odpowiednikiem rangi grupy abelowej wolnej jest ranga modułu wolnego.

## Definicja
Niech {\displaystyle A} oznacza dowolną grupę abelową. Rangą grupy {\displaystyle A} nazywa się moc maksymalnego układu liniowo niezależnego zawierającego wyłącznie elementy rzędu nieskończonego i rzędu będącego potęgą pewnej liczby pierwszej. Rangę grupy abelowej {\displaystyle A} oznacza się zwykle symbolem {\displaystyle {\mbox{r}}(A).}
Moc układu zawierającego wyłącznie elementy nieskończonego rzędu w {\displaystyle A,} który jest maksymalny względem tej własności nazywa się rangą beztorsyjną grupy {\displaystyle A} i oznacza symbolem {\displaystyle {\mbox{r}}_{0}(A).} Dla ustalonej liczby pierwszej {\displaystyle p} i grupy abelowej {\displaystyle A} definiuje się również liczbę kardynalną {\displaystyle {\mbox{r}}_{p}(A)} jako moc maksymalnego układu liniowo niezależnego zawierające elementy postaci {\displaystyle p^{k},} gdzie {\displaystyle k} jest pewną nieujemną liczbą całkowitą.
Równoważnie rangę {\displaystyle \operatorname {r} (A)} grupy {\displaystyle A} można zdefiniować jako wymiar przestrzeni liniowej {\displaystyle A\otimes \mathbb {Q} } (zob. iloczyn tensorowy) nad {\displaystyle \mathbb {Q} .}

## Własności
- Ranga {\displaystyle \mathbb {Z} ^{n}} dla dowolnej liczby naturalnej {\displaystyle n} jest równa {\displaystyle n;} ogólniej ranga grupy abelowej wolnej {\displaystyle \mathbb {Z} ^{(I)}} nad zbiorem {\displaystyle I} jest równa jego mocy.
- Grupa {\displaystyle \mathbb {Q} ^{n}} jest rangi {\displaystyle n.}
- Równość {\displaystyle \operatorname {r} (A)=0} pociąga za sobą fakt, iż {\displaystyle A} musi być grupą trywialną. Z kolei {\displaystyle \operatorname {r} _{0}(A)=0} oznacza, że {\displaystyle A} jest torsyjna. Z drugiej strony dla grupy beztorsyjnej {\displaystyle A} zachodzi równość {\displaystyle \operatorname {r} _{0}(A)=\operatorname {r} (A).}
- Ranga jest addytywna względem krótkich ciągów dokładnych: jeżeli {\displaystyle 0\to A\to B\to C\to 0} jest krótkim ciągiem dokładnym grup abelowych, to {\displaystyle \operatorname {r} (B)=\operatorname {r} (A)+\operatorname {r} (C).}
- Jeżeli {\displaystyle A_{\operatorname {T} }} oraz {\displaystyle A_{\operatorname {T} _{p}}} oznaczają odpowiednio podgrupę torsyjną i podgrupę p-torsyjną grupy {\displaystyle A,} to zachodzą równości
{\displaystyle \operatorname {r} _{0}(A)=\operatorname {r} \left(A/A_{\operatorname {T} }\right),}
{\displaystyle \operatorname {r} _{p}(A)=\operatorname {r} \left(A_{\operatorname {T} _{p}}\right).}
- Ranga jest addytywna względem dowolnych sum prostych:
{\displaystyle \operatorname {r} \left(\bigoplus _{j\in J}A_{j}\right)=\sum _{j\in J}\operatorname {r} (A_{j}),}

gdzie prawa strona równości wyrażona jest w arytmetyce liczb kardynalnych; w szczególności z faktu, iż dowolna grupa daje się rozłożyć na część beztorsyjną i torsyjną, ta zaś na tzw. p-składowe wynika (na podstawie poprzedniej własności), że wszystkie trzy rodzaje rang łączy następująca relacja:
{\displaystyle \operatorname {r} (A)=\operatorname {r} _{0}(A)+\sum _{p\in \mathbb {P} }\operatorname {r} _{p}(A).}
- Rangi {\displaystyle \operatorname {r} (A),\operatorname {r} _{0}(A),\operatorname {r} _{p}(A)} są niezmiennikami grupy {\displaystyle A.} Z powyższych obserwacji wynika, że aby udowodnić niezmienniczość {\displaystyle \operatorname {r} } wystarczy dowieść niezmienniczości {\displaystyle \operatorname {r} _{0}} oraz {\displaystyle \operatorname {r} _{p},} co z kolei na podstawie powyższych zależności oznacza, że wystarcza ograniczyć się do grup beztorsyjnych oraz p-grup.

## Grupy wyższych rang
Ranga jest ważnym niezmiennikiem skończenie generowanych grup abelowych: każda taka grupa jest wyznaczona z dokładnością do izomorfizmu przez jej rangę i jej część torsyjną (w szczególności każda skończenie generowana beztorsyjna grupa abelowa jest grupą abelową wolną). Do tej pory ukończono klasyfikację beztorsyjnych grup abelowych rangi 1. Teoria grup abelowych wyższej rangi, a więc opis niezmienników takich grup, nadal jest przedmiotem badań.
Grupy abelowe rangi większej niż 1 są źródłem wielu interesujących przykładów. Przykładowo dla każdej liczby kardynalnej {\displaystyle d} istnieją beztorsyjne grupy abelowe rangi {\displaystyle d,} które są nierozkładalne, tzn. nie mogą być wyrażone w postaci sumy prostej ich podgrup właściwych. Fakt ten ukazuje, że beztorsyjne grupy abelowe rangi większej niż 1 nie mogą być budowane z dobrze znanych beztorsyjnych grup abelowych rangi 1.
Co więcej, dla każdej liczby całkowitej {\displaystyle n>2} istnieje beztorsyjna grupa rangi {\displaystyle 2n-2,} która
ma rozkłady proste na {\displaystyle 2} oraz na {\displaystyle n} nierozkładalnych składników. W ten sposób, dla grup rangi nie mniejszej niż {\displaystyle 4} nie można określić jednoznacznie nawet liczby składników nierozkładalnych.
Ograniczenie się do rozkładów prostych o ustalonej liczbie nierozkładalnych składników także nie daje jednoznaczności rozkładu prostego, co obrazuje uderzający wynik Cornera: dla danych liczb całkowitych {\displaystyle n\geqslant k\geqslant 1} istnieje taka beztorsyjna grupa abelowa {\displaystyle A} rangi {\displaystyle n,} że dla dowolnego rozkładu {\displaystyle n=r_{1}+\dots +r_{k}} na {\displaystyle k} liczb naturalnych {\displaystyle r_{i}\geqslant 1} dla {\displaystyle i=1,\dots ,k} grupę {\displaystyle A} można przedstawić w postaci sumy prostej {\displaystyle k} nierozkładalnych podgrup o rangach {\displaystyle r_{1},\dots ,r_{k}.} Oznacza to, że nawet ciąg rang składników nierozkładalnych danego rozkładu prostego beztorsyjnej grupy abelowej skończonej rangi nie może być niezmiennikiem {\displaystyle A.}
Innym zaskakującym przykładem jest twierdzenie Fuchsa i Loonstry mówiące, iż dla danej liczby całkowitej {\displaystyle m\geqslant 2} istnieją dwie nierozkładalne, beztorsyjne grupy abelowe {\displaystyle A_{m}} oraz {\displaystyle B_{m}} rangi {\displaystyle 2} takie, że sumy proste {\displaystyle n} ich egzemplarzy są izomorficzne wtedy i tylko wtedy, gdy {\displaystyle m} dzieli {\displaystyle n.}
Dla grup abelowych rangi nieskończonej istnieje przykład grupy {\displaystyle A} i jej podgrupy {\displaystyle G} o następujących własnościach:
- {\displaystyle A} jest nierozkładalna;
- {\displaystyle A} jest generowana przez {\displaystyle G} i dowolny inny element (tzn. jest sumą, lecz nieprostą);
- dowolny niezerowy składnik prosty {\displaystyle G} jest nierozkładalny.